# Asiagomphus odoneli
Asiagomphus odoneli – gatunek ważki z rodziny gadziogłówkowatych (Gomphidae).